# Mohácsi kistérség
A Mohácsi kistérség egy kistérség volt Baranya megyében Mohács központtal. 2014-ben a többi kistérséggel együtt megszűnt.

## Települései
| Babarc         | Bár         | Belvárdgyula  | Bezedek     | Bóly         |
| Borjád         | Dunaszekcső | Erdősmárok    | Feked       | Geresdlak    |
| Görcsönydoboka | Hásságy     | Himesháza     | Homorúd     | Ivándárda    |
| Kisbudmér      | Kisnyárád   | Kölked        | Lánycsók    | Lippó        |
| Liptód         | Majs        | Maráza        | Máriakéménd | Mohács       |
| Monyoród       | Nagybudmér  | Nagynyárád    | Olasz       | Palotabozsok |
| Pócsa          | Sárok       | Sátorhely     | Somberek    | Szajk        |
| Szebény        | Szederkény  | Székelyszabar | Szűr        | Töttös       |
| Udvar          | Véménd      | Versend       |             |              |

## Külső hivatkozások
- Mohács és Térsége Gazdaságfejlesztési Portál
- A mohácsi kistérség